# Мамецька сільська рада
Мамецька сільська рада — колишня адміністративно-територіальна одиниця та орган місцевого самоврядування в Овруцькому районі Коростенської і Волинської округ, Київської й Житомирської областей Української РСР з адміністративним центром у селі Мамеч.

## Населені пункти
Сільській раді на час ліквідації були підпорядковані населені пункти:
- с. Мамеч

## Населення
Кількість населення ради, станом на 1931 рік, становила 424 особи.

## Історія та адміністративний устрій
Створена 25 січня 1926 року, як російська національна сільська рада, в складі сіл Мамеч та Пеньки Богданівської сільської ради Овруцького району Коростенської округи. Станом на 1 жовтня 1941 року с. Пеньки не перебуває на обліку населених пунктів.
Станом на 1 вересня 1946 року сільська рада входила до складу Овруцького району Житомирської області, на обліку в раді перебувало с. Мамеч.
Ліквідована 11 серпня 1954 року, відповідно до указу Президії Верховної ради Української РСР «Про укрупнення сільських рад по Житомирській області», територію ради та с. Мамеч приєднано до складу Великочернігівської сільської ради Овруцького району Житомирської області.